# Бактеріальне ковзання
Бактеріальне ковзання — процес рухливості бактерій на поверхнях своїми власними силами незалежно від механізму. Цей процес не залучає використання джгутиків, які є найзагальнішим (хоча і не єдиним) засобом пересування бактерій в рідинах. Деякі бактерії застосовують джгутики для пересування на вологих поверхнях, але вони обмежені тільки певними умовами, коли вологість достатня. Для багатьох бактерій, механізм ковзання невідомий або відомий тільки частково, хоча здається, що різні бактерії використовують різні механізми для такого пересування.

## Ворсинки IV типу
Бактерії родів Pseudomonas (наприклад, P. aeruginosa) і Neisseria (наприклад, N. gonorrhoeae) використовують для ковзання ворсинки IV типу. Такий самий механізм існує у бактерій роду Myxococcus (наприклад, Myxococcus xanthus) як так звана S-рухливість, але ці бактерії мають також інший механізм рухливості. Цей механізм відносно добре вивчений, зараз ідентифікований так званий pil локус, гомологічний між всіма бактеріями з таким типом рухливості. Гени цього локуса залучені в утворення ворсинок (pilA) та молекулярного комплексу, який синтезує та втягує ворсинку .

## A-рухливістьM. xanthus
Інший механізм рухливості Myxococcus називається A-рухливістю (від англ. adventurous). Цей механізм ще не знайшов пояснення. Відомо, що він вимагає секреції певних екзополісахаридів (бактеріального слизу). Тому був запропонований механізм, згідно з яким бактерія рухається як ракета за рахунок виділення слизу з заднього полюсу . З іншого боку, знайдено, що A-рухливість також пов'язана з внутріклітинним рухом кластерів білків AglZ та FrzS, не зв'язаних із слизом, їх поведінка вказує на наявність хвиль прикріплення до поверхні, що розповсюджуються уздовж тіла бактерії. У такому випадку A-рухливість подібна до рухливості равликів та слимаків або рухливості клітин еукаріотів .

## Рухливість ціанобактерій
Бактеріальне ковзання досить типове для ціанобактерій. Нитчасті ціанобактерії ковзають із швидкістю до 10 ¹м/сек по вологих скляних поверхнях і іноді змінюють напрям ковзання. Деякі одноклітинні ціанобактерії також ковзають, хоча вони зазвичай набагато повільніші. Ціанобактерії часто відповідають на інтенсивність світла або довжину хвилі (фототаксис), і вся колонія може мігрувати у напрямку до джерела світла. Як і у випадку Myxococcus, можливо, існує декілька різних механізмів ковзання у ціанобактерій. Зокрема, Synechocystis PCC6803 також використовує ворсинки IV типу, а, наприклад, для Phormidium uncinatum також запропонований механізм руху як ракети за рахунок секреції слизу .

## РухливістьFlavobacteria
Flavobacterium (деяких членів цього роду раніше відносили до роду Cytophaga) проявляє дуже незвичайний механізм бактеріального ковзання. Клітини цих бактерій зазвичай ковзають із швидкостями приблизно 2-4 ¹м/сек на скляних поверхнях та іноді змінюють напрямок свого руху. Клітини також часто прикріплюються до поверхні одним полюсом і обертаються з частотою близько двох обертів за секунду. Як мінімум деякі види обертаються і під час руху. Експерименти з прикріпленням пластмасових мікросфер розміром 0,1-1 ¹м показали, що ці сфери рухаються уздовж поверхні у протилежних напрямках. Таким чином, бактерія прикріплюється у деяких місцях до поверхні та рухає ці ділянки назад, при цьому рухаючи решту поверхні уперед. Конкретний механізм такого руху все ще залишається невідомим .